# Cimitero di Noraduz

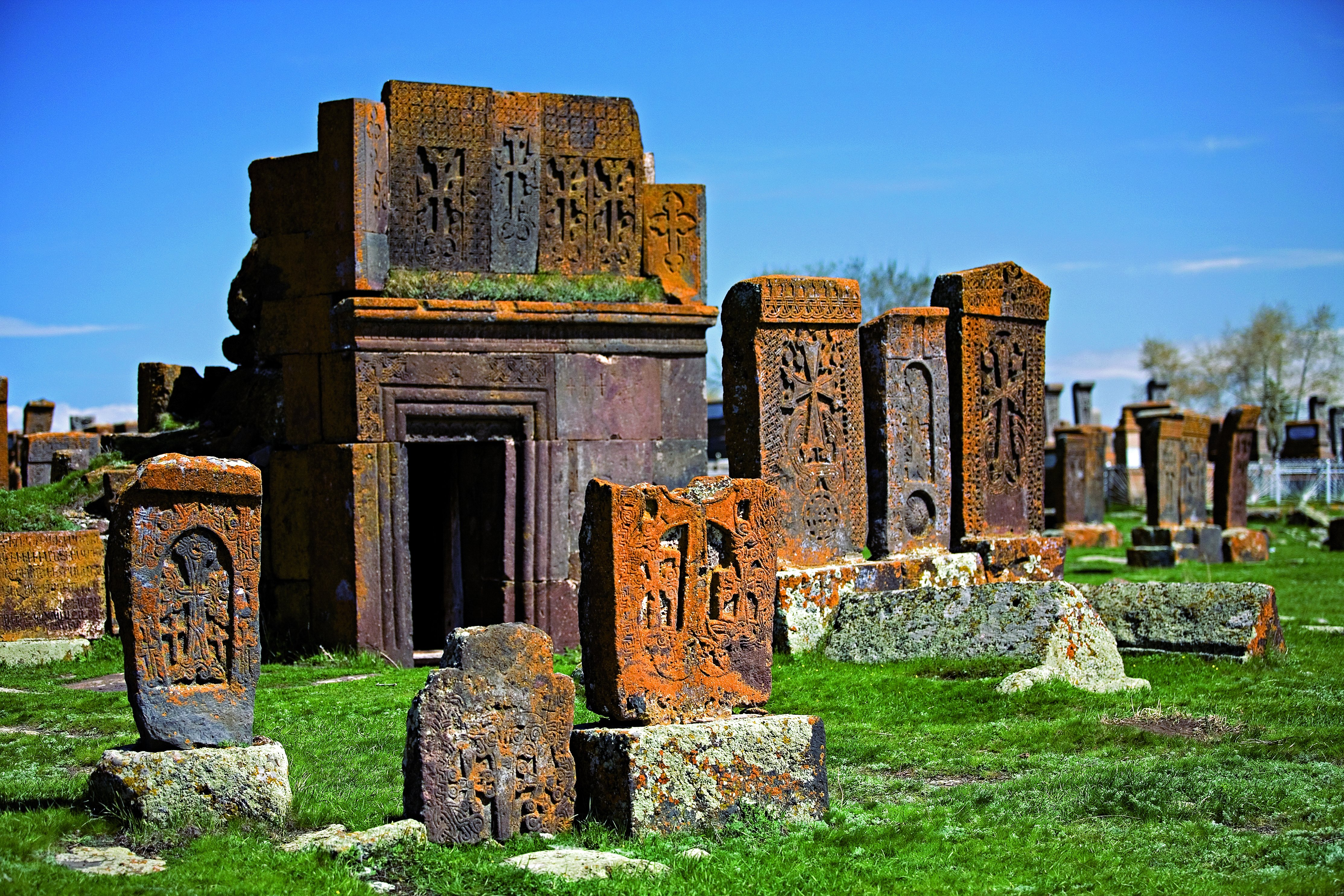
I Khachkar di Noraduz

Il cimitero di Noraduz (in armeno Նորատուսի գերեզմանատուն) è un cimitero medioevale con un gran numero di khachkar che sorge in Armenia nel comune di Noratus, non lontano da Gavar capoluogo della regione di Gegharkunik.
Attualmente, dopo la distruzione del cimitero medioevale di Julfa (Nakhchivan) ad opera degli azeri, rappresenta la più grande distesa di khachkar. 
Sono circa ottocento le steli che si trovano nell'area ed hanno una datazione che varia tra il IX ed il XVII secolo.
Il cimitero si sviluppa su circa sette ettari e comprende anche una piccola chiesa.

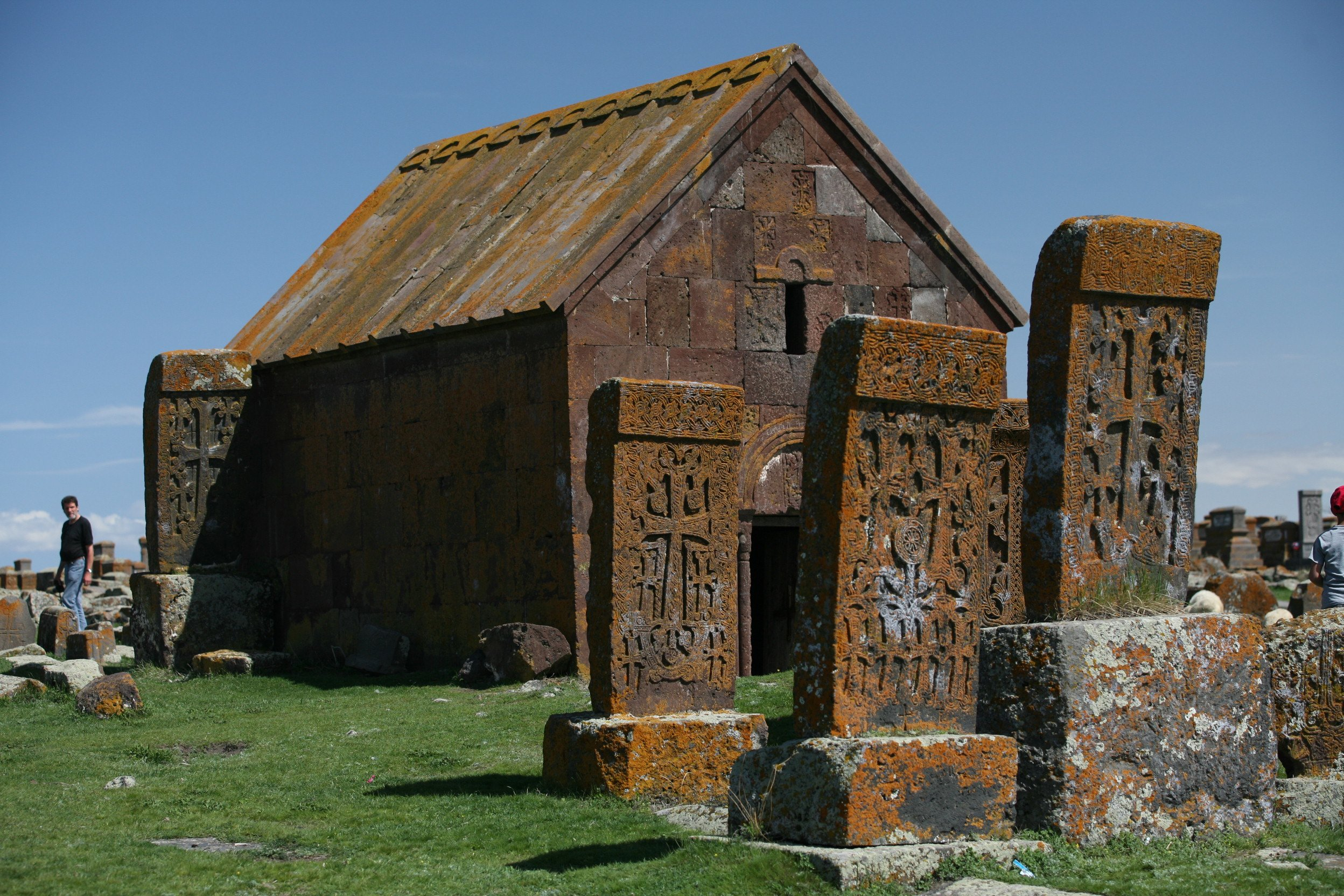
la piccola chiesa del cimitero